# Ardchattan Priory
Ardchattan Priory is (de ruïne van) een priorij van de Orde van Valliscaulianen en later van de Cisterciënzers, gelegen bij Loch Etive, 10,5 kilometer ten noordoosten van Oban in de Schotse regio Argyll and Bute. Een aantal grafstenen typisch voor West Highland zijn bewaard gebleven, alsmede het hoge kruis genaamd het MacDougall Cross dat uit 1500 stamt.

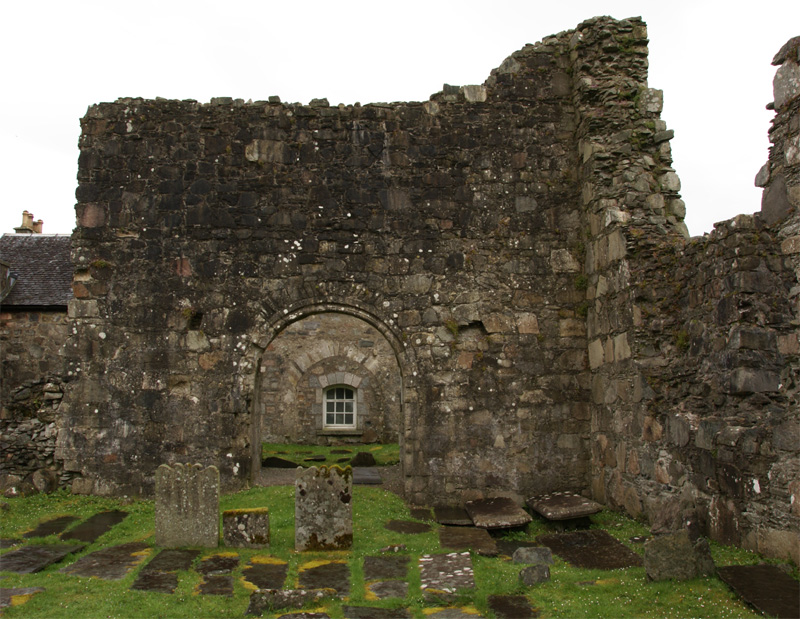
Ardchattan Priory: van het koor richting het voormalige schip

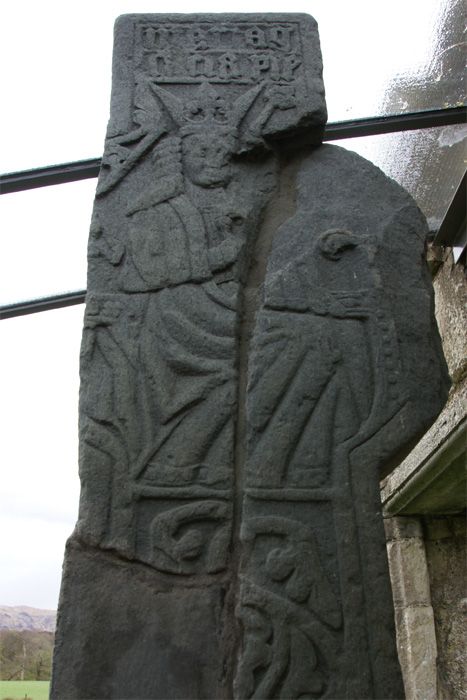
De achterzijde van het MacDougall Cross uit 1500 toont de Maagd Maria met Kind.

## Geschiedenis
Ardchattan Priory werd gesticht in 1231 door Duncan MacDougall, Heer van Argyll., bouwer van Dunstaffnage Castle. Het was een huis van de Orde van Valliscaulianen. Deze orde baseerde zich deels op de regels van de Kartuizers en deels op de regels van de Cisterciënzers. Een priorij mocht maximaal uit twintig monniken bestaan. In Schotland bestonden de huizen van Pluscarden Priory, Ardchattan Priory en Beauly Priory. Deze laatste twee bestonden uit congregaties van leken. Pluscarden Priory werd gesticht door Alexander II; in de twintigste eeuw werd de vervallen priorij omgevormd tot de Benedictijnse Pluscarden Abbey.
De kerk van Ardchattan Priory was gewijd aan de Maagd Maria en aan Johannes de Doper.
Halverwege de vijftiende eeuw werd de priorij uitgebreid: de refter werd vergroot, net als het koor. De priorij stond sterk onder invloed van de MacDougalls. Eind vijftiende eeuw waren er minstens drie opeenvolgende MacDougalls prior van Ardchattan Priory.
In april 1510 werd op pauselijk bevel Ardchattan Priory een cel van Beauly Priory. De orde ging op in de orde van de Cisterciënzers. In 1545 verlieten de broeders de priorij en in 1602 kwam het beheer in handen van de laatste administrateur (commendator) Archibald Campbell. Onder de Campbells veranderde de priorij langzaam in een privé-residentie, waarbij delen hun oorspronkelijke functie behielden: de refter bijvoorbeeld werd de eetzaal van het huis.
In 1617 werd de priorij onderdeel van het bisdom van de Eilanden op bevel van Jacobus VI.
In 1653-1654 legerde John Campbell, die Karel II steunde, een garnizoen in de residentie. Dit lokte een aanval uit van de Engelse beheerder van Dunstaffnage Castle, waarbij drie mensen werden gedood.
Het koor werd later in gebruik genomen als parochiekerk. In de zeventiende eeuw werden twee tombes met familiegraven toegevoegd aan de parochiekerk. In 1732 werd een nieuwe parochiekerk gebouwd en werd de voormalige priorijkerk verlaten. De plaats bleef in gebruik als begraafplaats. Het noordwestelijke deel van Ardchattan Priory - waar ook het schip zich bevond - is verdwenen of opgenomen in een woonhuis.

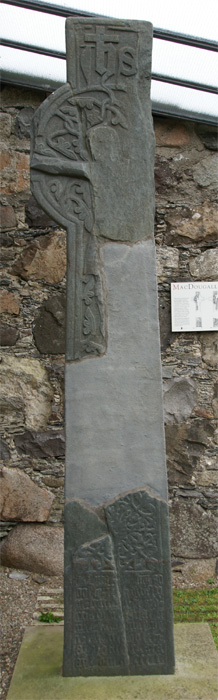
De voorzijde van het MacDougall Cross uit 1500 toont de kruisiging.

## Bouw
Er is weinig overgebleven van Ardchattan Priory. Delen van het koor en van de transepten staan nog overeind. Aan de noord- en zuidzijde van het koor zijn in de zeventiende eeuw mausolea aangebouwd.

### Grafstenen
Bij Ardchattan Priory zijn negen bewerkte grafstenen te zien, in West Highland-stijl. De meeste dateren uit de vijftiende eeuw en de vroege zestiende eeuw. Deze negen stenen zijn in de twintigste eeuw onder een afdak geplaatst en genummerd. Steen 1 stamt uit de tiende eeuw en stond vermoedelijk rechtop waardoor beide - versierde - zijden zichtbaar waren. Op de voorzijde is een zwaar versierd kruis afgebeeld, op de achterzijde staat een simpeler kruis. Later werd deze steen van zijn voet gehaald en gebruikt als platte grafsteen.
De latere grafstenen zijn vrijwel allemaal in de ionische stijl, enkel steen 3 en 5 zijn gemaakt door een groep beeldhouwers van Loch Awe. De afbeeldingen op de grafstenen tonen bloem- en bladermotieven, zwaarden, kruisen, mensenfiguren en inscripties.
Naast deze negen stenen uit de middeleeuwen, zijn er een groot aantal grafstenen te zien uit de periode na de reformatie. Deze liggen nog min of meer op hun oorspronkelijk plek. Deze stenen hebben veelal afbeeldingen van schedels, gekruiste botten en andere symbolen van sterfelijkheid.

### MacDougall Cross
Het MacDougall Cross is een keltisch kruis dat in opdracht van prior Eugenius (of Eogan) MacDougall werd gemaakt in 1500. Het werd gemaakt door John Ó Brolchán, die behoorde tot een familie van beeldhouwers van Iona. Dit kruis is een van de weinige West Highland-kruisen waarvan de naam bekend is. Op de ene zijde is de kruisiging afgebeeld, op de andere zijde is de Maagd Maria met Kind te zien.
Eugenius MacDougall, die in 1502 zijn familielid Dugall MacDougall was opgevolgd, werd in 1506 door Beauly Priory afgezet als prior.

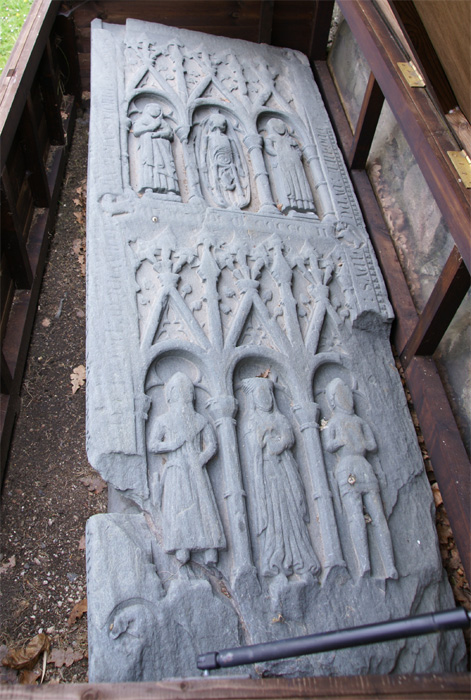
Grafsteen uit 1502 van Dugall MacDougall, prior

### Dugall MacDougall's Graveslab
De grafsteen van Dugall MacDougall, die prior was voor Eogan MacDougall, ligt in het koor. Deze grafsteen toont Dugall en zijn broer Duncan in de kleding van een prior met een skelet in hun midden om de sterfelijkheid van de mens te benadrukken. Onderaan op de grafsteen zijn hun vader Somerled, hun moeder en hun broer Alan afgebeeld. Met de klok mee leest een inscriptie langs de randen van de grafsteen het volgende: Here lie the sons of Somerled MacDougall, Duncan and Dugall, successively priors of this monastery, together with their father, and mother, and brother Alan. The said Dugall, creator of this monument, died in the year of Our Lord 1502 (Hier liggen de zonen van Somerled MacDougall, Duncan en Dugall, die achtereenvolgens prior van dit klooster waren, samen met hun vader, moeder en broer Alan. De genoemde Dugall, maker van dit monument, stierf in het jaar van Onze Heer 1502.).

## Beheer
Ardchattan Priory wordt beheerd door Historic Scotland, net als de Kilmartin Sculptured Stones. Meer versierde grafstenen en kruisen zijn onder andere bewaard gebleven in Kilmory Knap Chapel, Keills Chapel, Skipness Chapel en Iona Abbey.